# Stadion Abbasijjin
Stadion Abbasijjin (arab. ملعب العباسيين) w Damaszku jest stadionem z wszystkimi miejscami siedzącymi w Syrii. Jest obecnie używany głównie dla meczów piłki nożnej. Służy jako macierzysta arena klubu Al-Jaish Damaszek. Stadion został wybudowany w 1976 roku i mieści 30 000 widzów.